# Михайловка (Острожская городская община)
Михайловка (укр. Михайлівка) — село в Острожской городской общине Ровненского района Ровненской области Украины.
До 2020 года входило в Острожский район.
Население по переписи 2001 года составляло 173 человека. Почтовый индекс — 35841. Телефонный код — 3654. Код КОАТУУ — 5624282803.